# Йемен на летних Олимпийских играх 2008
Йемен принимал участие в летних Олимптйских играх в Пекине в пятый раз. В заявке Йемена было представлено 5 спортсменов, в том числе 1 женщина, которые выступали в четырёх видах спорта (гимнастика, дзюдо, лёгкая атлетика, плавание), которые не завоевали ни одной медали.

## Состав олимпийской команды

### Гимнастика

#### Спортивная гимнастика
Спортсменов - 1
Мужчины
| Спортсмен         | Дисциплина                | Квалификация   | Квалификация       | Квалификация | Квалификация | Квалификация | Квалификация | Квалификация | Квалификация | Финал     | Финал     |
| Спортсмен         | Дисциплина                | Опорный прыжок | Вольные упражнения | Конь         | Кольца       | Брусья       | Перекладина  | Всего        | Место        | Всего     | Место     |
| ----------------- | ------------------------- | -------------- | ------------------ | ------------ | ------------ | ------------ | ------------ | ------------ | ------------ | --------- | --------- |
| Нашван Аль-Харази | Индивидуальное первенство | 15,400 15,250  | 13,250             | 12,525       |              |              |              | 41,175       | 81           | Не прошёл | Не прошёл |

### Дзюдо
Спортсменов - 1
Мужчины
| Спортсмен  | В/К   | 1/32               | 1/16                            | 1/8                  | Четвертьфинал        | Полуфинал            | 1-й утешительный этап | Утешительный четвертьфинал | Утешительный полуфинал | Финал                |
| Спортсмен  | В/К   | Соперник Результат | Соперник Результат              | Соперник Результат   | Соперник Результат   | Соперник Результат   | Соперник Результат    | Соперник Результат         | Соперник Результат     | Соперник Результат   |
| ---------- | ----- | ------------------ | ------------------------------- | -------------------- | -------------------- | -------------------- | --------------------- | -------------------------- | ---------------------- | -------------------- |
| Али Хусроф | 60 кг | -                  | Руслан Кишмахов Пор 0000 / 0200 | Закончил выступление | Закончил выступление | Закончил выступление | Закончил выступление  | Закончил выступление       | Закончил выступление   | Закончил выступление |

### Лёгкая атлетика
Спортсменов - 2
Мужчины
| Мохаммед Аль Яфаи | 800м | 1.54,82 | 8 |  |  | Не прошёл | Не прошёл | Не прошёл | Не прошёл |

Женщины
| Спортсмен   | Вид  | Забег     | Забег | Четвертьфинал | Четвертьфинал | Полуфинал | Полуфинал | Финал     | Финал     |
| Спортсмен   | Вид  | Результат | Место | Результат     | Место         | Результат | Место     | Результат | Место     |
| ----------- | ---- | --------- | ----- | ------------- | ------------- | --------- | --------- | --------- | --------- |
| Васила Саад | 100м | 1360      | 7     | Не прошла     | Не прошла     | Не прошла | Не прошла | Не прошла | Не прошла |

### Плавание
Спортсменов - 1
Мужчины
| Спортсмен             | Вид                 | Заплыв    | Заплыв | Полуфинал            | Полуфинал            | Финал                | Финал                |
| Спортсмен             | Вид                 | Результат | Место  | Результат            | Место                | Результат            | Место                |
| --------------------- | ------------------- | --------- | ------ | -------------------- | -------------------- | -------------------- | -------------------- |
| Абдулсалам Аль Гадаби | 50 м вольным стилем | 30,63     | 94     | Закончил выступление | Закончил выступление | Закончил выступление | Закончил выступление |